# 下腿三頭筋
下腿三頭筋（かたいさんとうきん、英語: triceps surae）は下腿の筋肉の総称。主に足首を屈曲させる動作をつかさどる。

## 構成する筋肉
- 腓腹筋
- ヒラメ筋

## 下腿三頭筋の筋力トレーニング
下腿三頭筋は足首の動きをつかさどるため、スポーツ競技者にとって最重要な筋肉の一つである。また、特に大きな筋肉ではないが、ボディビルダーなどにとっても充分に発達していなければ足全体のバランスが悪くなるので重要な筋肉である。有効な筋力トレーニング法としてはカーフ・レイズやシングル・レッグ・ホッピングなどがあげられる。